# Neferetiabet
Neferetiabet (Nfr.t-i3bt of “Prachtige uit het Oosten”) was een oud-Egyptische prinses van de 4e dynastie van Egypte en waarschijnlijk een dochter of een zus van farao Choefoe (of Cheops). Zij was getrouwd met Oepemneferet die de titel 'prins' erft.

## Tombe
De tombe van Neferetiabet staat in de necropolis van Gizeh (nr G1225). Het is een mastaba die 24,25 bij 11,05 meter meet.
Een standbeeld van haar, nu te bezichtigen in München, komt wellicht uit haar tombe.
Zij is het best bekend uit van haar prachtige grafplaatstele, die tegenwoordig in het Louvre staat. Neferetiabet zit op een troon of een stoel en kijkt naar rechts. Zij wordt afgebeeld met een lange pruik en in een kledingstuk van pantervel. Haar rechterhand wijst naar de tafel. Voor haar staat een offertafel waarop brood is gestapeld. Onder de tafel worden aan de linkerzijde linnengoed en zalf afgebeeld; aan de rechterzijde offers van brood, bier, oryx en een stier. Aan de rechterkant van de grafplaat wordt een lijst van linnengoed afgebeeld.
De tombe bevatte oorspronkelijk één schacht met het graf van Nefertiabet. De schacht bevat een doorgang en een kamer. Er werden fragmenten gevonden van een witte kalkstenen grafkist met een platte deksel. Een canopische put werd gegraven in een van de hoeken van de kamer. De kamer bevat wat kommen en kruiken. Een extra gang met een begrafenisschacht werd later toegevoegd maar was compleet geplunderd.

## Galerij

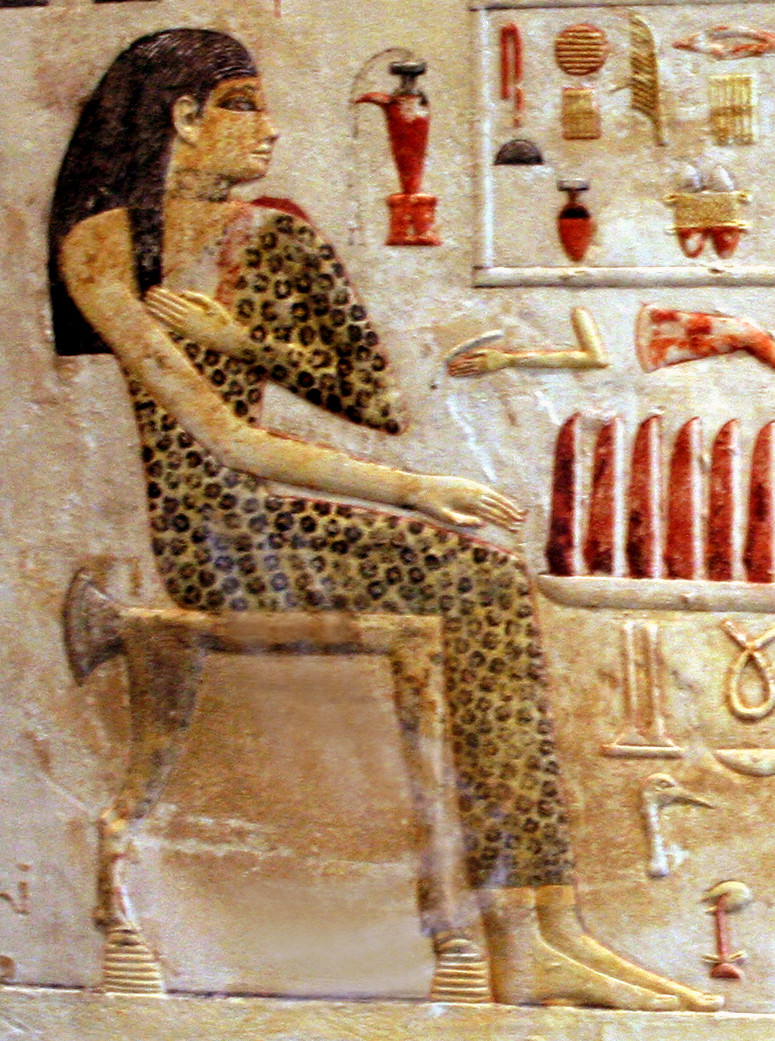
Neferetiabet in pantervel
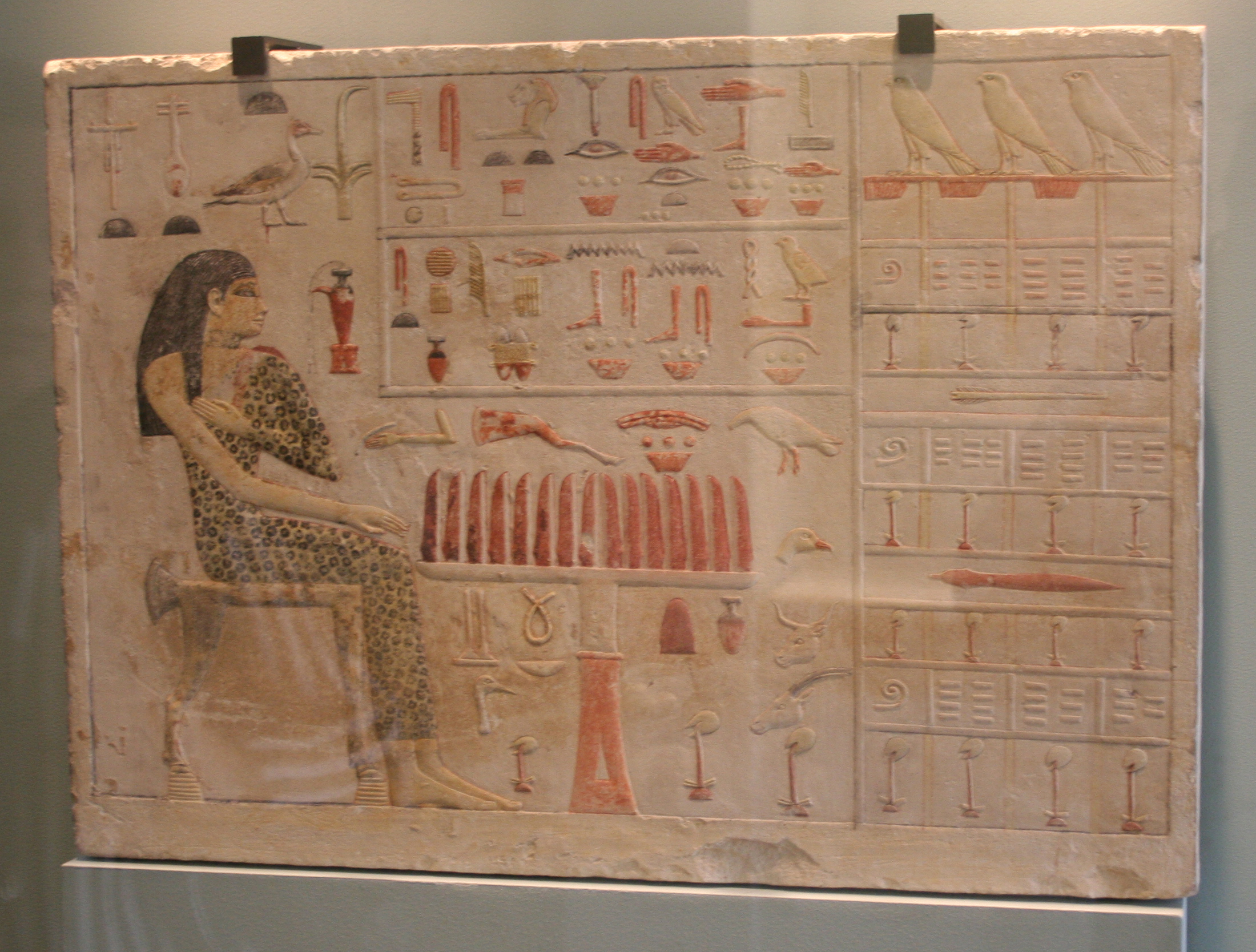
De volledige grafplaat
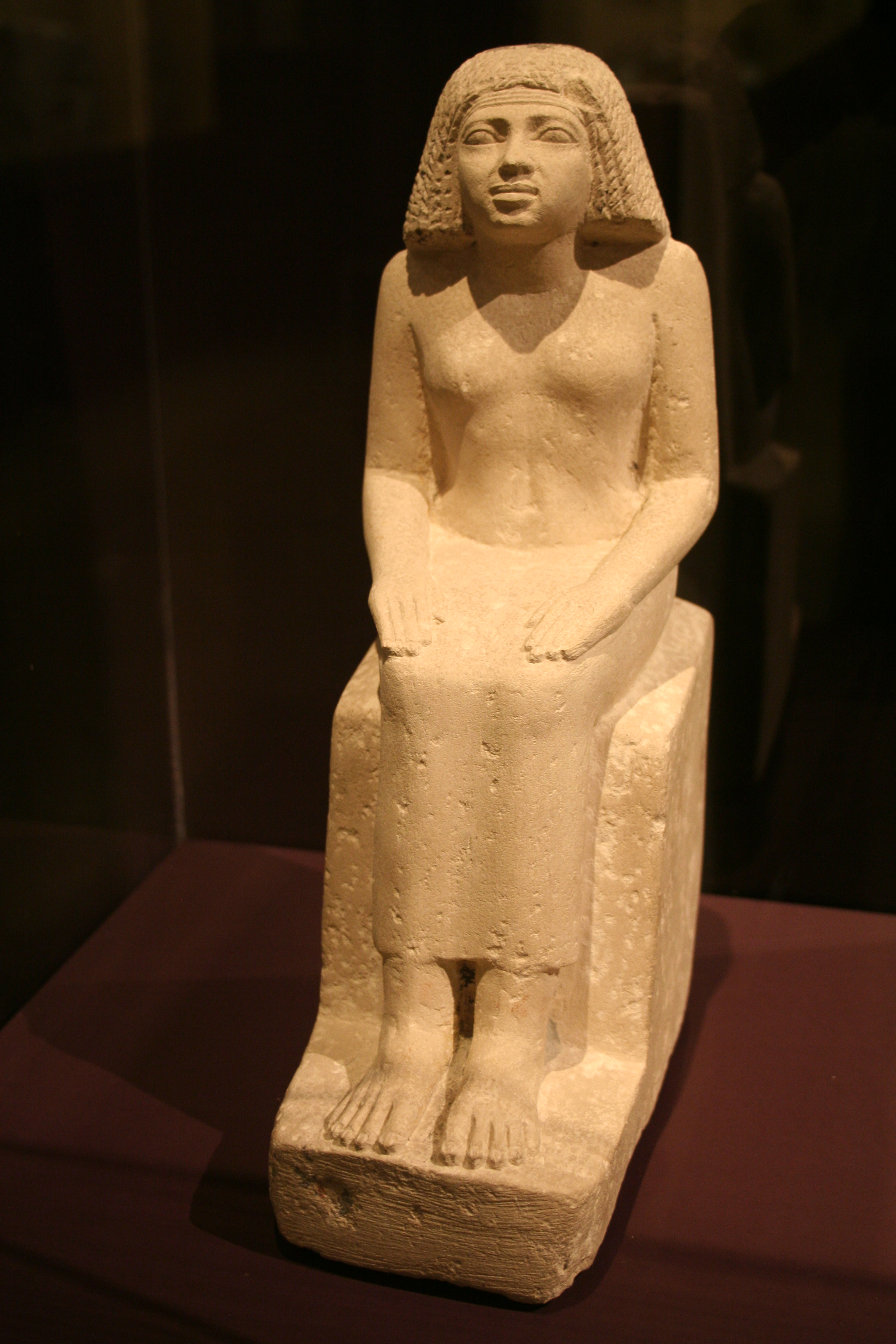
Standbeeld van Neferetiabet